# 玳瑁斑蜻蜓
玳瑁斑蜻蜓（學名：Libellula angelina）是蜻屬下的一種蜻蜓。發現於中國、日本宮城縣以南的本州、四国、九州地區和朝鮮半島，而在韓國可能已經滅絕。

## 描述
雄性成蟲體長37—45（1.5—1.8英寸），腹長25—31（0.98—1.22英寸），雌性較小腹24—28（0.94—1.10英寸）。因為翅膀的斑紋類似龜甲，所以在日本又被叫做“鼈甲蜻蛉”。雄性成蟲通體黑色，雌性腹部有黑色條紋，體色基本為黃褐色。

## 保护
本种于2023年被收录入《有重要生态、科学、社会价值的陆生野生动物名录》。